# Proechimys decumanus
Proechimys decumanus és una espècie de mamífer rosegador de la família de les rates espinoses. Viu al sud-oest de l'Equador i el nord-oest del Perú. Es tracta d'un animal nocturn i solitari. El seu hàbitat natural són els boscos secs de plana. Està amenaçada per la desforestació i la introducció de cabres al seu entorn.